# Werneuchen
Werneuchen település Németországban, azon belül Brandenburgban. Lakosainak száma 9441 fő (2023. december 31.). Werneuchen Bernau bei Berlin és Ahrensfelde községekkel határos.

## Népesség
A település népességének változása:
| Lakosok száma | 8829 | 8994 | 9261 | 9369 | 9441 |
|               | 2017 | 2019 | 2021 | 2022 | 2023 |